# Почти простая группа
Говорят, что группа почти проста, если она содержит неабелеву простую группу и содержится в группе автоморфизмов этой простой группы. В символьной записи группа A почти проста, если существует простая группа S, такая, что {\displaystyle S\leq A\leq \operatorname {Aut} (S)}.

## Примеры
- Тривиально, неабелевы простые группы и полные группы автоморфизмов почти просты, но существуют примеры почти простых групп, не являющихся ни простыми, ни полными группами автоморфизмов.
- Для {\displaystyle n=5} или {\displaystyle n\geqslant 7} симметрическая группа {\displaystyle S_{n}} является группой автоморфизмов простой знакопеременной группы {\displaystyle A_{n},} так что {\displaystyle S_{n}} является почти простой в этом тривиальном смысле.
- Для {\displaystyle n=6} существует чистый пример, так как {\displaystyle S_{6}} находится чисто между простой группой {\displaystyle A_{6}} и {\displaystyle \operatorname {Aut} (A_{6}),} вследствие исключительных внешних автоморфизмов[англ.] группы {\displaystyle A_{6}}. Две другие группы, группа Матьё {\displaystyle M_{10}} и проективная полная линейная группа {\displaystyle \operatorname {PGL} _{2}(9)}, также находятся чисто между {\displaystyle A_{6}} и {\displaystyle \operatorname {Aut} (A_{6}).}

## Свойства
Группа автоморфизмов неабелевой простой группы является полной группой (отображение смежных классов является изоморфизмом в группу автоморфизмов), но собственная подгруппа полной группы автоморфизмов не обязательно полна.

## Структура
Согласно гипотезе Шрайера, ныне повсеместно принятой как следствие классификации простых конечных групп, группа внешних автоморфизмов конечной простой группы является разрешимой группой. Таким образом, конечная простая группа является расширяемой разрешимой группы по простой группе.